# Kaoru Hoshino

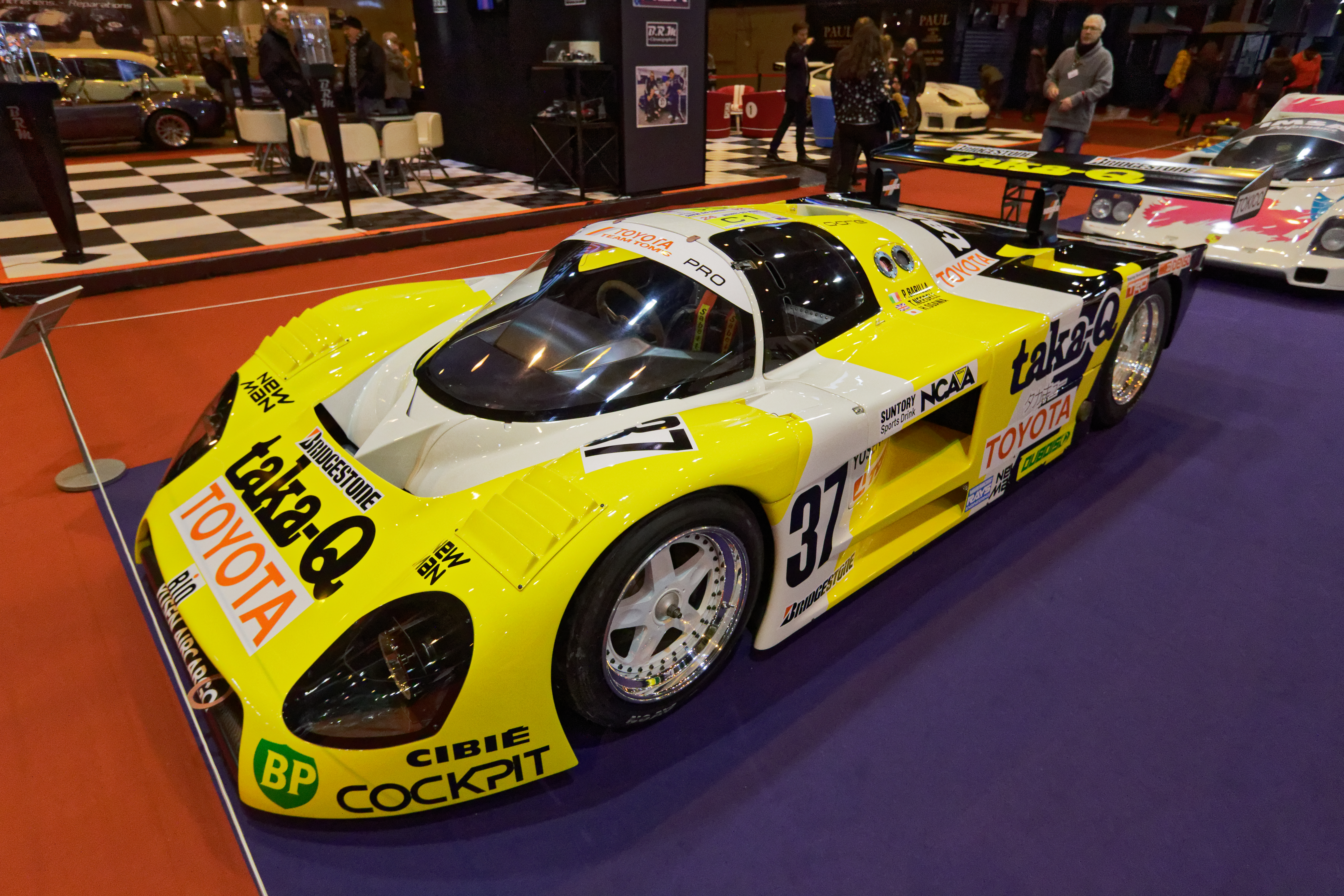
Der von Kaoru Hoshino gefahrene Toyota 88C

Kaoru Hoshino (jap. 星野 薫, Hoshino Kaoru; * 21. September 1947 in der Präfektur Shizuoka; † 25. November 2022) war ein japanischer Autorennfahrer.

## Karriere
Kaoru Hoshino bestritt in seiner langen Rennkarriere fast ausschließlich Sportwagen- und GT-Rennen. Seine ersten Rennen fuhr er in den späten 1970er-Jahren in der japanischen Sportwagenszene. In den gängigen Publikationen findet sich ein erster namhafter Renneinsatz 1979; Hoshino startete mit seinen beiden Teamkollegen und Landsleuten Masakazu Nakamura und Kouichirou Shimizu beim 500-Meilen-Rennen von Fuji, einem Wertungslauf der japanischen  Fuji Long Distance Serie, und erreichte den 14. Rang in der Endwertung.
Es folgten Engagements in der japanischen Sportwagen-Meisterschaft und durch seine alljährlichen Starts beim 1000-km-Rennen von Suzuka auch diverse Einsätze in der Sportwagen-Weltmeisterschaft. 1982 wurde er Werksfahrer bei Toyota und in Japan mit seinem dritten Gesamtrang in der japanischen Tourenwagen-Meisterschaft 1985 populär.
Zu Rennveranstaltungen außerhalb Japans kam er so gut wie: Ausnahmen blieben die 24-Stunden-Rennen von Le Mans und Spa. In Le Mans war er für das Toyota-Team zwischen 1985 und 1989 viermal am Start. 1985 und 1988 wurde er jeweils Gesamtzwölfter. Bei den beiden anderen Starts fiel er vorzeitig durch einen technischen Defekt bzw. einen Unfall aus. In Spa war die beste Platzierung ein zwölfter Rang 1991.
Den Höhepunkt seiner Karriere erreichte er erst spät, nach fast 20 Jahren aktivem Rennsport. 1995 gewann er die Gesamtwertung der Klasse 2 der japanischen GT-Meisterschaft. Nach der Saison 1999 bestritt er nur  noch dreimal das 1000-km-Rennen von Suzuka und trat 2004 endgültig zurück.
Er starb im November 2022.

## Statistik

### Le-Mans-Ergebnisse
| Jahr | Team              | Fahrzeug     | Teamkollege     | Teamkollege     | Platzierung | Ausfallgrund       |
| ---- | ----------------- | ------------ | --------------- | --------------- | ----------- | ------------------ |
| 1985 | Tom’s Team Toyota | Toyota 85C-L | Masanori Sekiya | Satoru Nakajima | Rang 12     |                    |
| 1987 | Toyota Team Tom’s | Toyota 87C-L | Masanori Sekiya | Tiff Needell    | Ausfall     | Zylinder überhitzt |
| 1988 | Toyota Team Tom’s | Toyota 88C   | Masanori Sekiya | Geoff Lees      | Rang 12     |                    |
| 1989 | Toyota Team Tom’s | Toyota 88C   | Didier Artzet   | Keiichi Suzuki  | Ausfall     | Unfall             |

### Einzelergebnisse in der Sportwagen-Weltmeisterschaft
| Saison | Team                           | Rennwagen              | 1   | 2   | 3   | 4   | 5   | 6   | 7   | 8   | 9   | 10  | 11  |
| ------ | ------------------------------ | ---------------------- | --- | --- | --- | --- | --- | --- | --- | --- | --- | --- | --- |
| 1982   | Tom’s                          | Toyota Celica C        | MON | SIL | NÜR | LEM | SPA | MUG | FUJ | BRH |     |     |     |
| 1982   | Tom’s                          | Toyota Celica C        |     |     |     | 5   |     |     |     |     |     |     |     |
| 1983   | Tom‘s                          | Tom’s 83C              | MON | SIL | NÜR | LEM | SPA | FUJ | KYA |     |     |     |     |
| 1983   | Tom‘s                          | Tom’s 83C              |     |     | 9   |     |     |     |     |     |     |     |     |
| 1984   | Xebec Motorsport               | Tom’s 83C              | MON | SIL | LEM | NÜR | BRH | MOS | SPA | IMO | FUJ | KYA | SAN |
| 1984   | Xebec Motorsport               | Tom’s 83C              |     |     |     |     |     | 12  |     |     |     |     |     |
| 1985   | Tom’s Team Misaki Speed        | Toyota 85C-L Tom’s 85C | MUG | MON | SIL | LEM | HOK | MOS | SPA | BRH | FUJ | SEL |     |
| 1985   | Tom’s Team Misaki Speed        | Toyota 85C-L Tom’s 85C |     |     |     | 12  |     |     |     |     | 7   |     |     |
| 1986   | Tom’s                          | Tom’s 86C              | MON | SIL | LEM | NÜN | BRH | JER | NÜR | SPA | FUJ |     |     |
| 1986   | Tom’s                          | Tom’s 86C              |     |     |     |     |     | 24  |     |     |     |     |     |
| 1987   | Team Tom’s Auto Beaurex        | Toyota 87C-L Tom’s 86C | JAR | JER | MON | SIL | LEM | NÜN | BRH | NÜR | SPA | FUJ |     |
| 1987   | Team Tom’s Auto Beaurex        | Toyota 87C-L Tom’s 86C |     |     |     |     | DNF |     |     |     |     | DNF |     |
| 1988   | Team Tom’s Leyton House Racing | Toyota 88C Porsche 962 | JER | JAR | MON | SIL | LEM | BRÜ | BRH | NÜR | SPA | FUJ | SAN |
| 1988   | Team Tom’s Leyton House Racing | Toyota 88C Porsche 962 |     |     |     |     | 12  |     |     |     |     | 8   |     |